# Microrégion de Porto Seguro
 (février 2025).
Si vous disposez d'ouvrages ou d'articles de référence ou si vous connaissez des sites web de qualité traitant du thème abordé ici, merci de compléter l'article en donnant les références utiles à sa vérifiabilité et en les liant à la section « Notes et références ».
La microrégion de Porto Seguro est l'une des trois microrégions qui subdivisent le sud de l'État de Bahia au Brésil.
Elle comporte 19 municipalités qui regroupaient 717 407 habitants en 2006 pour une superficie totale de 27 665 km2.

## Municipalités[1]
- Alcobaça
- Caravelas
- Eunápolis
- Guaratinga
- Ibirapuã
- Itabela
- Itagimirim
- Itamaraju
- Itanhém
- Jucuruçu
- Lajedão
- Medeiros Neto
- Mucuri
- Nova Viçosa
- Porto Seguro
- Prado
- Santa Cruz Cabrália
- Teixeira de Freitas
- Vereda